# NGC 3028
NGC 3028 ist eine Spiralgalaxie vom Hubble-Typ Sb im Sternbild Hydra südlich der Ekliptik. Sie ist schätzungsweise 172 Millionen Lichtjahre von der Milchstraße entfernt und hat einen Durchmesser von etwa 50.000 Lichtjahren.
Das Objekt wurde am 23. März 1835 von John Herschel entdeckt.